# Badhaus (Pommelsbrunn)

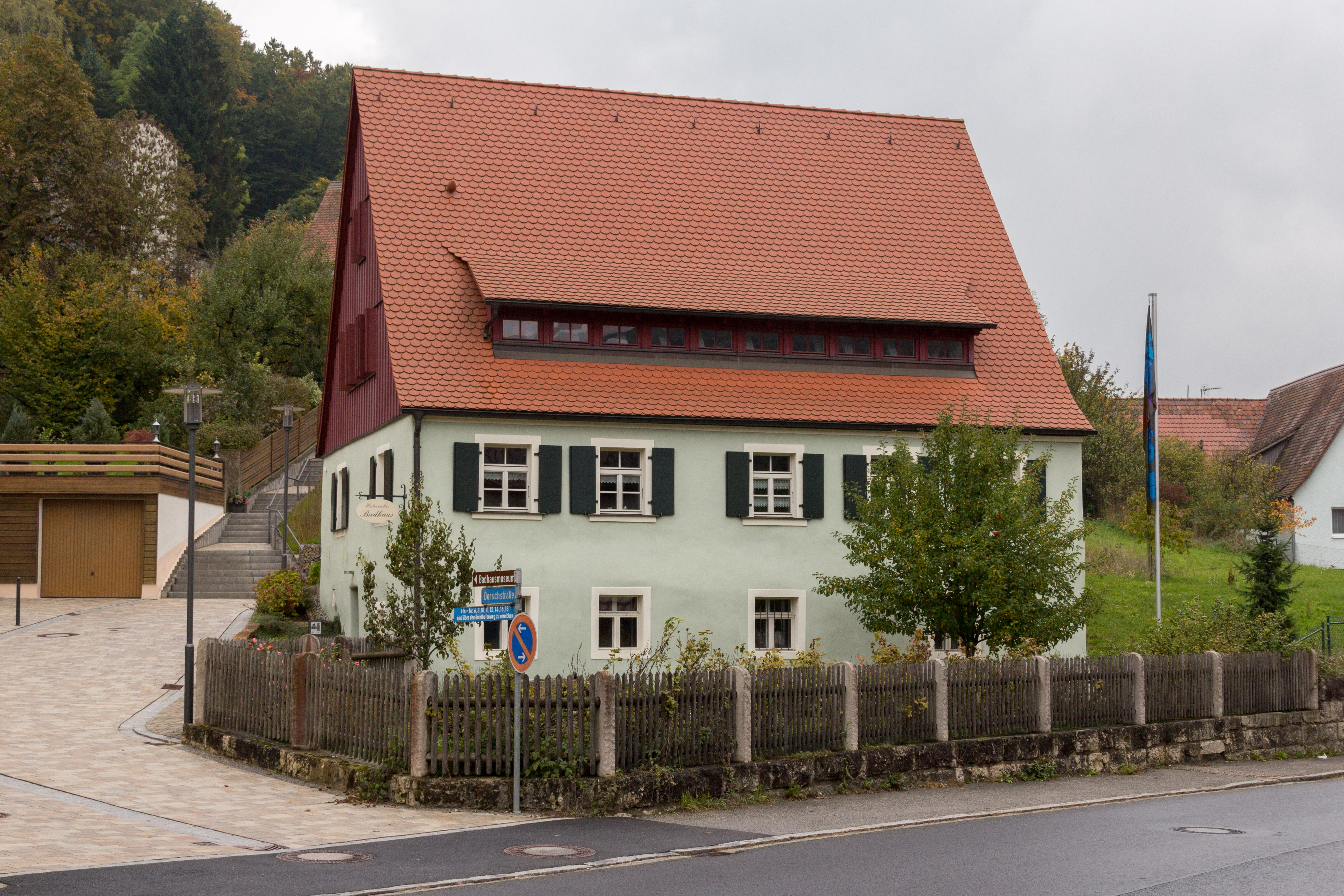
Ehemaliges Badhaus in Pommelsbrunn

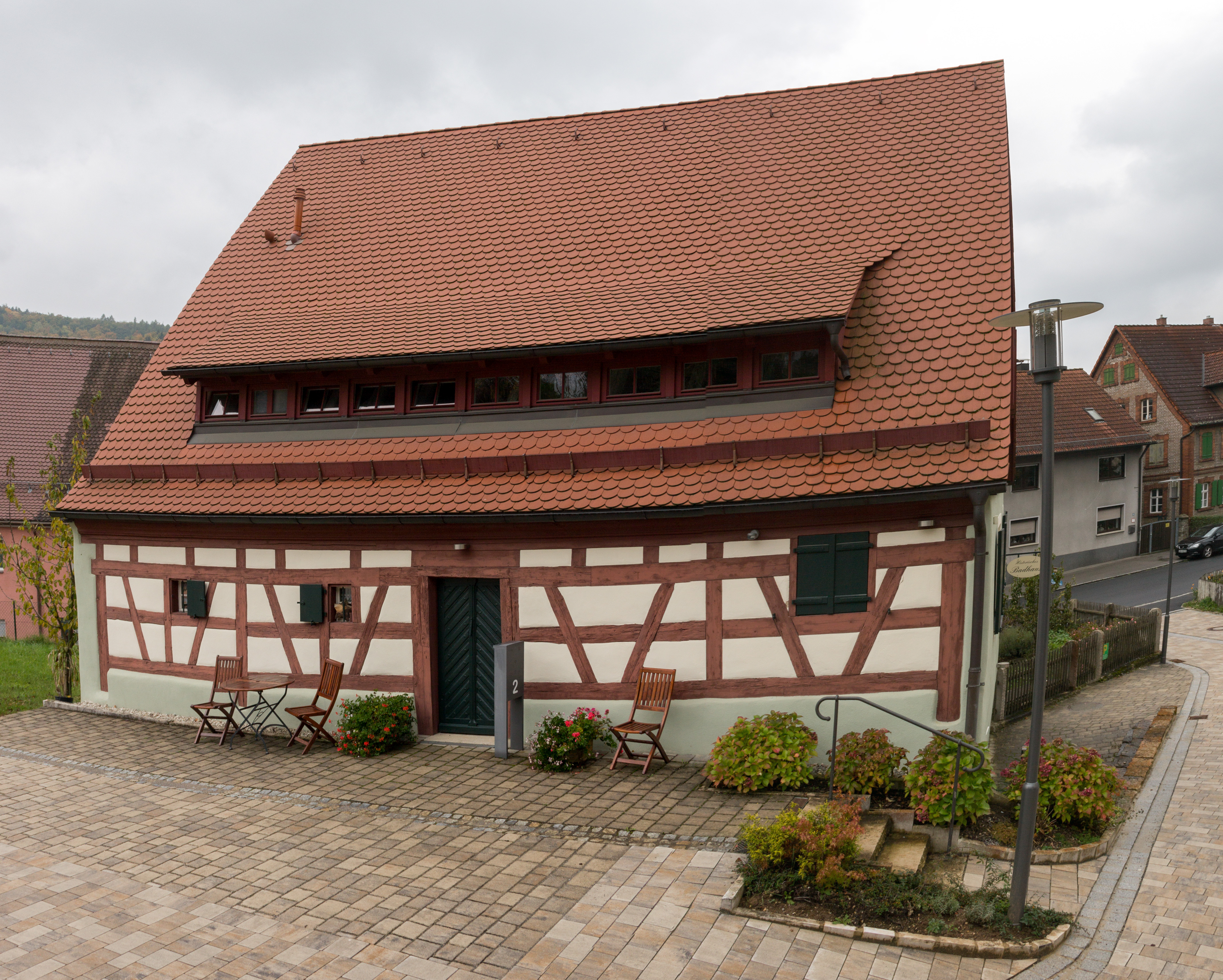
Rückseite

Das Badhaus in Pommelsbrunn, einer Gemeinde im mittelfränkischen Landkreis Nürnberger Land in Bayern, wurde im Kern 1486 errichtet. Das ehemalige Badehaus an der Dorschstraße 2 ist ein geschütztes Baudenkmal.
Der zweigeschossige in den Hang gebaute Satteldachbau hat vom 16. bis 18. Jahrhundert Umbauten erfahren. Im dritten Viertel des 19. Jahrhunderts fanden weitere Veränderungen statt. Im Untergeschoss kann man die Badräume besichtigen.  
Das Badhaus in Pommelsbrunn wird als das „einzig erhaltene Badhaus im ländlichen Bereich im deutschsprachigen Raum“ bezeichnet. 